# Klainedoxa
Klainedoxa is een geslacht uit de familie Irvingiaceae. De soorten uit het geslacht komen voor in tropisch Afrika.

## Soorten
- Klainedoxa gabonensis Pierre ex Engl.
- Klainedoxa trillesii Pierre ex Tiegh.